# Mussorgskij (krater)
Mussorgskij är en nedslagskrater på planeten Merkurius, med en diameter på ungefär 115 kilometer.
1979 uppkallade den efter den ryske tonsättaren Modest Musorgskij.